# Шмидт, Карл Христиан (художник)
Карл Христиан Шмидт (24 марта 1808, Штутгарт — 15 ноября 1892, там же) — германский религиозный живописец, портретист и педагог.

## Биография
Карл Христиан Шмидт родился в Штутгарте. Первоначально учился у И.-Г. фон Мюллера в родном городе, затем (в 1827—1830 годах) у Корнелиуса в Мюнхене (упоминается также, что в 1829 году он был слушателем мюнхенской Академии изящных искусств), затем на некоторое время возвращался в Штутгарт, где работал в качестве художника и литографа; в 1834—1835 годах учился у Энгра в Париже. Вначале очень удачно писал портреты, особенно в небольшом размере. Первое значительное произведение его в историческом роде, «Ангелы возвещают пастырям о рождестве Христа», появилось в 1839 году. С этого времени он занимался почти единственно религиозной живописью.
Относящиеся к ней его картины, согласно оценкам XIX века, отличаются хорошим рисунком, сочинены умно и эффектны по краскам, но холодны по экспрессии. Таковы, например, «Богоматерь и апостол Иоанн у гроба Господня» (1844), «Товия, отправляющийся в путь из родительского дома», «Распятие» (алтарный образ в церкви Бисвагена), «Христос пред судилищем» (1861, в Штутгартском музее) и «Воскресение Христово» (1864, алтарная икона в церкви Роттенбурга, иногда называемое лучшим из всех произведений художника). 
Шмидт был профессором училища изящных искусств в Штутгарте и издал сочинение о пропорциях человеческого тела (Штутгарт, 1849; впоследствии переиздано в Тюбингене в 1882 году).
Данного художника даже в авторитетных изданиях периодически путают с художником Карлом Шмидтом (ок. 1805 — после 1850), портретистом из Аахена.